# DDR-Fußball-Bezirksliga 1956
Die DDR-Bezirksliga wurde mit der Saison 1956 zum 5. Mal ausgetragen und war die höchste Spielklasse eines Bezirks sowie die vierthöchste im Ligasystem auf dem Gebiet des DS.
Der Spielbetrieb der 15 Bezirksligen wurde vom jeweiligen Bezirksfachausschuss (BFA) durchgeführt.
Wurde der Meister in 14 Bezirken in einer eingleisigen Liga ermittelt, geschah dies in Ost-Berlin letztmals zweigleisig. Die Bezirksmeister qualifizierten sich für die Aufstiegsrunde zur II. DDR-Liga, in der dann in drei Staffeln zu je fünf Mannschaften die sechs Aufsteiger ermittelt wurden. Den Aufstieg schafften aus der Staffel 1 Motor Steinach und Aktivist Böhlen, aus der Staffel 2 Dynamo Berlin 1b und Chemie Riesa sowie aus der Staffel 3 Motor Sömmerda und Motor Hennigsdorf.

## Bezirksmeister
| Bezirk           | Mannschaft                       |
| ---------------- | -------------------------------- |
| Rostock          | BSG Motor Rostock                |
| Schwerin         | BSG Einheit Schwerin             |
| Neubrandenburg   | ZSK Vorwärts der KVP Prenzlau    |
| Potsdam          | BSG Motor Hennigsdorf            |
| Ost-Berlin       | SC Dynamo Berlin 1b              |
| Frankfurt (Oder) | BSG Motor Eberswalde             |
| Magdeburg        | BSG Chemie Schönebeck            |
| Halle            | BSG Aktivist Geiseltal Mücheln   |
| Leipzig          | BSG Aktivist Böhlen              |
| Cottbus          | BSG Chemie Schwarzheide          |
| Dresden          | BSG Chemie Riesa                 |
| Karl-Marx-Stadt  | BSG Aktivist „Karl Marx“ Zwickau |
| Erfurt           | BSG Motor Sömmerda               |
| Gera             | BSG Motor Zeiss Jena             |
| Suhl             | BSG Motor Steinach               |

## Aufstiegsrunde zur II. DDR-Liga
Sechs Mannschaften aus den 15 Bezirksligen stiegen zur nächsten Saison in die II. DDR-Liga auf. In drei Gruppen zu je fünf Mannschaften, ermittelten die 15 Bezirksmeister bzw. aufstiegsberechtigten Mannschaften die Aufsteiger. Die beiden Erstplatzierten jeder Gruppe stiegen auf.

### Staffel 1
In der Staffel 1 spielten die Vertreter aus den Bezirken Schwerin, Cottbus, Leipzig, Karl-Marx-Stadt und Suhl.

Abschlusstabelle
| Pl. | Mannschaft                       | Sp. | S | U | N | Tore    | Quote | Punkte |
| --- | -------------------------------- | --- | - | - | - | ------- | ----- | ------ |
| 1.  | BSG Motor Steinach               | 8   | 5 | 1 | 2 | 025:110 | 2,27  | 11:50  |
| 2.  | BSG Aktivist Böhlen              | 8   | 4 | 2 | 2 | 012:140 | 0,86  | 10:60  |
| 3.  | BSG Aktivist „Karl Marx“ Zwickau | 8   | 4 | 1 | 3 | 023:170 | 1,35  | 09:70  |
| 4.  | BSG Chemie Schwarzheide          | 8   | 2 | 2 | 4 | 015:210 | 0,71  | 06:10  |
| 5.  | SC Traktor Schwerin *            | 8   | 2 | 0 | 6 | 012:240 | 0,50  | 04:12  |

| (*) Anschluss der Fußballabteilung vom Bezirksmeister BSG Einheit Schwerin, nach dem letzten Spieltag der Bezirksliga, an den SC Traktor Schwerin. |

Kreuztabelle

Die Kreuztabelle stellt die Ergebnisse aller Spiele dieser Aufstiegsrunde dar. Die Heimmannschaft ist in der linken Spalte aufgelistet und die Gastmannschaft in der obersten Reihe.
| Staffel 1 21. Oktober 1956 – 23. Dezember 1956 | Staffel 1 21. Oktober 1956 – 23. Dezember 1956 | BSG Motor Steinach | BSG Aktivist Böhlen | BSG Aktivist „Karl Marx“ Zwickau | BSG Chemie Schwarzheide | SC Traktor Schwerin |
| ---------------------------------------------- | ---------------------------------------------- | ------------------ | ------------------- | -------------------------------- | ----------------------- | ------------------- |
| 1.                                             | BSG Motor Steinach                             |                    | 2:0                 | 4:3                              | 10:00                   | 2:1                 |
| 2.                                             | BSG Aktivist Böhlen                            | 1:1                |                     | 2:1                              | 2:1                     | 1:0                 |
| 3.                                             | BSG Aktivist „Karl Marx“ Zwickau               | 2:1                | 6:1                 |                                  | 1:1                     | 5:4                 |
| 4.                                             | BSG Chemie Schwarzheide                        | 3:1                | 2:2                 | 1:3                              |                         | 6:0                 |
| 5.                                             | SC Traktor Schwerin                            | 1:4                | 1:3                 | 3:2                              | 2:1                     |                     |

### Staffel 2
In der Staffel 2 spielten die Vertreter aus den Bezirken Rostock, Ost-Berlin, Frankfurt (Oder), Dresden und Gera.

Abschlusstabelle
| Pl. | Mannschaft           | Sp. | S | U | N | Tore    | Quote | Punkte |
| --- | -------------------- | --- | - | - | - | ------- | ----- | ------ |
| 1.  | SC Dynamo Berlin 1b  | 8   | 6 | 1 | 1 | 021:600 | 3,50  | 13:30  |
| 2.  | BSG Chemie Riesa     | 8   | 5 | 1 | 2 | 022:140 | 1,57  | 11:50  |
| 3.  | BSG Motor Rostock    | 8   | 2 | 3 | 3 | 016:170 | 0,94  | 07:90  |
| 4.  | BSG Motor Eberswalde | 8   | 1 | 3 | 4 | 010:270 | 0,37  | 05:11  |
| 5.  | BSG Motor Zeiss Jena | 8   | 1 | 2 | 5 | 010:150 | 0,67  | 04:12  |

Kreuztabelle

Die Kreuztabelle stellt die Ergebnisse aller Spiele dieser Aufstiegsrunde dar. Die Heimmannschaft ist in der linken Spalte aufgelistet und die Gastmannschaft in der obersten Reihe.
| Staffel 2 21. Oktober 1956 – 23. Dezember 1956 | Staffel 2 21. Oktober 1956 – 23. Dezember 1956 | SC Dynamo Berlin 1b | BSG Chemie Riesa | BSG Motor Rostock | BSG Motor Eberswalde | BSG Motor Zeiss Jena |
| ---------------------------------------------- | ---------------------------------------------- | ------------------- | ---------------- | ----------------- | -------------------- | -------------------- |
| 1.                                             | SC Dynamo Berlin 1b                            |                     | 3:0              | 2:1               | 7:1                  | 2:1                  |
| 2.                                             | BSG Chemie Riesa                               | 2:0                 |                  | 4:0               | 4:1                  | 4:2                  |
| 3.                                             | BSG Motor Rostock                              | 0:1                 | 5:5              |                   | 1:1                  | 3:0                  |
| 4.                                             | BSG Motor Eberswalde                           | 1:6                 | 2:1              | 3:3               |                      | 1:1                  |
| 5.                                             | BSG Motor Zeiss Jena                           | 0:0                 | 1:2              | 1:2               | 4:1                  |                      |

### Staffel 3
In der Staffel 3 spielten die Vertreter aus den Bezirken Neubrandenburg, Potsdam, Magdeburg, Halle und Erfurt.

Abschlusstabelle
| Pl. | Mannschaft                     | Sp. | S | U | N | Tore    | Quote | Punkte |
| --- | ------------------------------ | --- | - | - | - | ------- | ----- | ------ |
| 1.  | BSG Motor Sömmerda             | 8   | 4 | 3 | 1 | 019:100 | 1,90  | 11:50  |
| 2.  | BSG Motor Hennigsdorf          | 8   | 4 | 1 | 3 | 016:160 | 1,00  | 09:70  |
| 3.  | ZSK Vorwärts der KVP Prenzlau  | 8   | 4 | 1 | 3 | 013:160 | 0,81  | 09:70  |
| 4.  | BSG Aktivist Geiseltal Mücheln | 8   | 2 | 2 | 4 | 012:150 | 0,80  | 06:10  |
| 5.  | BSG Chemie Schönebeck          | 8   | 2 | 1 | 5 | 017:200 | 0,85  | 05:11  |

Kreuztabelle

Die Kreuztabelle stellt die Ergebnisse aller Spiele dieser Aufstiegsrunde dar. Die Heimmannschaft ist in der linken Spalte aufgelistet und die Gastmannschaft in der obersten Reihe.
| Staffel 3 21. Oktober 1956 – 23. Dezember 1956 | Staffel 3 21. Oktober 1956 – 23. Dezember 1956 | BSG Motor Sömmerda | BSG Motor Hennigsdorf | ZSK Vorwärts der KVP Prenzlau | BSG Aktivist Geiseltal Mücheln | BSG Chemie Schönebeck |
| ---------------------------------------------- | ---------------------------------------------- | ------------------ | --------------------- | ----------------------------- | ------------------------------ | --------------------- |
| 1.                                             | BSG Motor Sömmerda                             |                    | 3:1                   | 2:2                           | 1:0                            | 6:2                   |
| 2.                                             | BSG Motor Hennigsdorf                          | 1:1                |                       | 4:1                           | 3:2                            | 3:1                   |
| 3.                                             | ZSK Vorwärts der KVP Prenzlau                  | 3:2                | 0:2                   |                               | 2:1                            | 2:1                   |
| 4.                                             | BSG Aktivist Geiseltal Mücheln                 | 1:1                | 4:1                   | 0:2                           |                                | 3:3                   |
| 5.                                             | BSG Chemie Schönebeck                          | 0:3                | 4:1                   | 4:1                           | 2:1                            |                       |